# سالاموي براداس تين
سالاموي براداس تين ، (كاستيلون دي لا بلانا، 10 سبتمبر 1978)، محامية وسياسية إسبانية من الحزب الشعبي، عضو مجلس الشيوخ عن كاستيلون في المجالس التشريعية الحادي عشر والثاني عشر والثالث عشر والرابع عشر، وكانت المتحدثة باسم الحزب الشعبي في اللجنة الدستورية بمجلس الشيوخ، وكانت نائبة المتحدثة باسم المجموعة البرلمانية الشعبية في مجلس الشيوخ وأمينة عامة لها. بعد أن شغلت منصب وزيرة البيئة والمياه والبنى التحتية والبنى التحتية والأراضي في جنرال بلنسية منذ يوليو 2024 وحتى نوفمبر من العام نفسه، شغلت منصب وزيرة العدل والداخلية.
تخرّجت في عام 2000 في القانون من جامعة خايمي الأول، ومنذ عام 2001، تعمل محامية مزاولة في نقابة المحامين في كاستيون. كما تعمل منذ عام 2008 محاضِرة مشاركة في قسم القانون الخاص في جامعة خايمي الأول في كاستيلون، حيث تدرّس القانون التجاري. وهي عضو في الحزب الشعبي، ونائبة أمين العلاقات المؤسسية في المجلس المحلي للحزب الشعبي في كاستيلون، والمتحدثة باسم الحزب الشعبي في مقاطعة كاستيلون، ونائبة أمين البنية التحتية والتوظيف وريادة الأعمال في الحزب الشعبي في مقاطعة بلنسية.
في أبريل 2014، عُيّنت مديرة عامة للبيئة الطبيعية في الوزارة الإقليمية للبنية التحتية والأراضي والبيئة في بلنسية العامة، وهو المنصب الذي شغلته حتى يونيو 2015. في الانتخابات البلدية الإسبانية لعام 2015، انتخبت مستشارة في مجلس مدينة كاستيلون، وفي الانتخابات العامة الإسبانية لعام 2015، انتخبت عضواً في مجلس الشيوخ عن كاستيلون وأعيد انتخابها في انتخابات 2016 و2019. في مايو 2023، بعد انتخابات برلمان فالنسيا، انتُخبت نائبة عن كاستيون.
في نوفمبر 2024، أُقيلت من منصبها من قبل رئيس جنرال بلنسية كارلوس مازون بسبب إدارتها المثيرة للجدل لفيضانات دانا في نهاية الشهر السابق، كونها أحد المسؤولين عن عدم إرسال إنذار الطوارئ في الوقت المناسب والشكل المناسب للمواطنين وتمكنها من تجنب معظم الوفيات التي